# Дело Марии Колесниковой и Максима Знака
Дело Марии Колесниковой и Максима Знака (бел. Справа Марыі Калеснікавай і Максіма Знака) — судебное разбирательство, проходившее в августе 2021 года по обвинению Марии Колесниковой и Максима Знака в попытке насильственного захвата власти в Белоруссии.

## Ход событий
В ходе президентских выборов 2020 года оба фигуранта работали в штабе кандидата в президенты Виктора Бабарико, а во время протестов 2020 года были участниками Координационного совета белорусской оппозиции.
Мария Колесникова была задержала 7 сентября 2020 года в Минске. Ночью 8 сентября при попытке насильственного выдворения из страны на границе с Украиной Мария Колесникова порвала свой белорусский паспорт, тем самым сделав невозможным выезд из страны. На следующий день была размещена в одном из СИЗО города Минск в качестве подозреваемой по уголовному делу о призыве к захвату власти. Вскоре после этого Мария Колесникова была переведена в тюрьму в Жодино.
Ночью 8 сентября 2020 года Максим Знак перестал выходить на связь, после чего адвокат Дмитрий Лаевский заявил, что Максим Знак был повторно вызван для допроса в Следственный комитет. В тот же день стало известно что Максим Знак стал фигурантом уголовного дела о возможном захвате власти, а также «публичных призывах к захвату власти и свержению конституционного строя государства» и взят под стражу. 10 сентября Максим Знак был признан политическим заключённым.
Судебное разбирательство началось 4 августа 2021 года и проходило в закрытом судебном зале. Публично была оглашена только резолютивная часть приговора. 6 сентября 2021 года суд в Минске приговорил Марию Колесникову к 11 годам лишения свободы и Максима Знака к 10 годам лишения свободы. Обвинения включают в себя «Заговор с целью захвата государственной власти неконституционным путем», «Создание экстремистского формирования и управление таким формированием» и «Публичные призывы к захвату государственной власти».